# South Gloucestershire

South Gloucestershire é um distrito de autoridade unitária situado no condado cerimonial de Gloucestershire, na região Sudoeste da Inglaterra.
O distrito foi criado em 1996, quando o condado de Avon foi abolido, pela fusão da antiga zona dos distritos de Kingswood e Northavon. Este distrito faz fronteira com a Cidade e Condado de Bristol, o distrito unitário de Bath and North East Somerset e os condados shire de Gloucestershire e Wiltshire.